# 橘清友
橘清友（日语：／ Tachibana no Kiyotomo，758年—789年）是日本奈良時代後期貴族，父親是參議橘奈良麻呂，女婿是嵯峨天皇，外孫是仁明天皇。官位為正五位上內舍人，其後追贈正一位太政大臣。

## 生涯
天平寶字2年（758年），清友的父親橘奈良麻呂由於發動橘奈良麻呂之亂事敗而被處死，清友在其父死後不久出生。
寶龜8年（777年），清友由於出身自家格較高的源平藤橘之一的橘氏，而且相貌端正，在年輕的時候便奉命接待渤海遣日使，當時渤海遣日使史都蒙見到清友是說道：「以顱相學來說來看，你的子孫將會名乘利就，但你本人在32歲時會有一劫。」。延曆5年（786年），清友獲任命為正五位上內舍人，但是在3年後的延曆8年（789年）在自宅死去，享年32歲，應驗了史都蒙的預言。
進入平安時代後的弘仁6年（815年），清友之女娘橘嘉智子獲嵯峨天皇冊封為皇后的同時，清友亦獲追贈為從三位。天長10年（833年），嘉智子所生的正良親王即位，即仁明天皇，清友作為其外祖父獲追贈為正一位，並且在承和6年（839年）追贈為太政大臣。
清友少時性格沉著，不容易受事情影響，亦博覽群書。他身高達188厘米，眼眉和雙眼亦相當顯眼，動作亦很有氣勢。他作為勅撰歌人，有一首作品收錄於《古今和歌集》。

## 家族
- 父：橘奈良麻呂
- 母：粟田人上之女
- 妻：粟田小松泉子
  - 橘氏公（日语：橘氏公）
- 妻：田口三千媛（田口家主之女）
  - 橘嘉智子（嵯峨天皇皇后）
- 生母不明
  - 橘吉清
  - 橘氏人（日语：橘氏人）
  - 橘弟氏（日语：橘弟氏）
  - 橘安萬子（藤原三守室，贈從三位典侍）